# Kronocká přírodní rezervace
Kronocká státní přírodní biosférická rezervace (rusky Кроноцкий государственный природный биосферный заповедник) je jedna z nejstarších přírodních rezervací Ruska. Jako státní vznikla v roce 1934 na místě existující od roku 1882 Sobolí přírodní rezervace. Kronocká rezervace se nachází ve východní části poloostrova Kamčatka, uvnitř teritoria Kronockého poloostrova a má rozlohu 1 147 619,37 ha, z nichž 135 000 ha přiléhá k akvatoriu Tichého oceánu. Tady najdeme 8 aktivních sopek, z nichž nejvyšší je Kronocká sopka (3 528 m), termální jezera, známé Údolí gejzírů a vodopady. Rezervace patří do Světového dědictví UNESCO v kategorii „Sopky Kamčatky“.

## Flóra a fauna

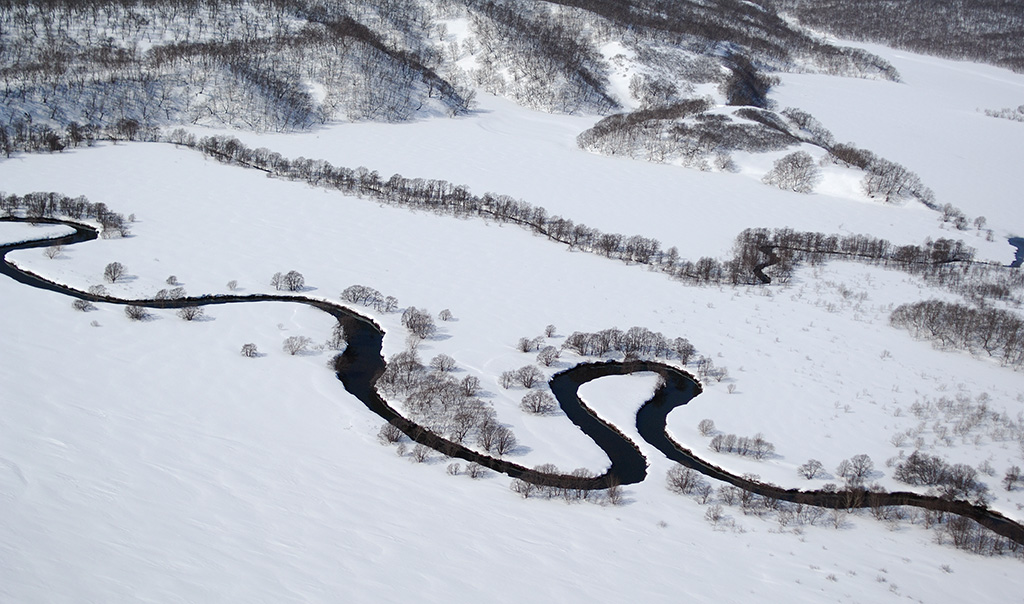
Řeka Tichá v přírodní rezervaci

Na teritoriu přírodní rezervace rostou lesy Ermanových bříz, houští zakrslých borovic a olší. V povodí Kronockého jezera běžně rostou jehličnaté lesy plné modřínů a smrků ajanských, a také břízy. Lesy zátopových území jsou tvořeny topoly Maximovičovými, korejankami, vrbami sachalinskými, olšemi drsnými. V keřovém patře zátopových a jehličnatých lesů rostou střemcha asijská, hloh zelenomasý, jeřáb kamčatský. Keři břízových lesů jsou jeřáby bezolisté, které mají velké sladké plody, a růže tupé. Na jihu rezervace se vyskytuje bez kamčatský.
Kaldera sopky Uzon je unikátní místo, kde se projevují moderní geologické a mikrobiologické procesy: termální prameny a vodní nádrže tvoří neobvyklé podmínky pro rozvoj termofilů.
Kronocké jezero je největší sladkovodní jezero Kamčatky. V jezeře žije sladkovodní druh lososa nerky a tři endemické druhy horních sivenů. Tento unikátní systém může být etalonem při provádění výzkumů.
Třídu savců zastupují sobol, los, lasice hranostaj, ovce sněžná, medvěd hnědý, rys ostrovid, veverka, liška, rosomák sibiřský atd. Vyskytují se zde ploutvonožci. Plazi tu nežijí, z obojživelníků pouze jeden druh, a to pamlok sibiřský. Do rezervace byli v roce 2000 dovezeni manulové a pižmoni severní.
Jedním z nejdůležitějších úkolů rezervace je zachránit ohrožený druh medvěda hnědého: nachází se zde největší populace divokých medvědů v Rusku (více než 800 kusů). Tato ochrana zajišťuje jejich stabilní nedotčenost na poloostrově.
Divoký sob polární teď žije jenom v teritoriu rezervace. Osud těchto sobů je taktéž závislý na nedotčenosti jejich populace, kterou jim rezervace poskytuje. 
Herbář Kronocké státní přírodní rezervace začal vznikat v roce 1987. Celkový počet vzorků je 1150.